# Paranemobius pictus
Paranemobius pictus är en insektsart som först beskrevs av Henri Saussure 1877.  Paranemobius pictus ingår i släktet Paranemobius och familjen syrsor. Inga underarter finns listade i Catalogue of Life.